# Nikola Michov
Nikola Mikhailov Michov (Bulgaars: Никола Михайлов Михов) (Veliko Tarnovo, 11 december 1891 - Sofia, 1 februari 1945), was een Bulgaars luitenant-generaal en politicus en was voor de Tweede Wereldoorlog commandant van de Militaire Academie en inspecteur-generaal van de artillerie. 
Na het uitbreken van de Tweede Wereldoorlog koos Bulgarije de kant van de As (1941). Mihov werd in dat jaar bevelhebber van het Vijfde Legerkorps dat in Macedonië opereerde. Van 1942 tot 1943 was Mihov minister van Oorlog. Na de mysterieuze dood van koning Boris III (augustus 1943) werd Mihov lid van de eerste regentschapsraad (samen met prins Cyril en professor Bogdan Filow) voor de minderjarige troonopvolger Simeon II. Na de staatsgreep van het Vaderlands Front in 1944 werden de regenten afgezet en op 1 februari 1945 geëxecuteerd.
Mikhov werd gerehabiliteerd door het hooggerechtshof van Bulgarije op 26 augustus 1996.

## Militaire loopbaan
- Luitenant (Младши лейтенант):  22 september 1911[1]
- Eerste luitenant (Лейтенант):  1 november 1913[1]
- Kapitein (Капитан): 30 mei 1917[1]
- Majoor (Майор): 15 maart 1923[1]
- Luitenant-kolonel (Подполковник): 1 april 1927[2]
- Kolonel (Полковник): 6 mei 1933[2]
- Generaal-majoor (Генерал-майор): 3 oktober 1938[2]
- Luitenant-generaal (Генерал-лейтенант): 1 januari 1942[2]

## Onderscheidingen
- Militaire Orde voor Dapperheid in de Oorlog, 1e en 2e klasse[1]
- Sint-Alexanderorde, 3e en 4e klasse[1]
- Militaire Orde van Verdienste, 2e klasse[1]
- IJzeren Kruis 1939[1]